# Nya Varvets kyrkogård

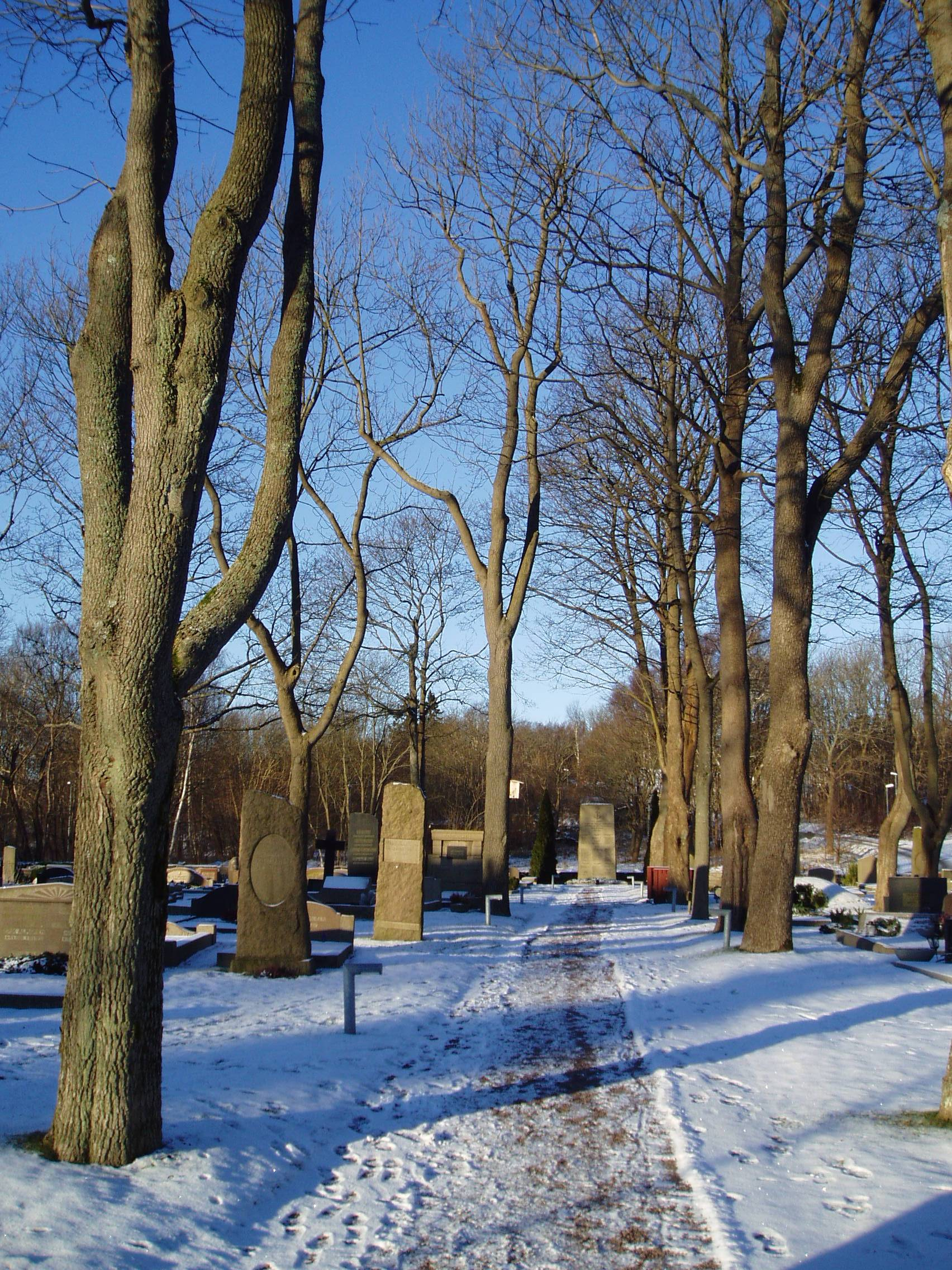
Nya Varvets kyrkogård.

Nya Varvets kyrkogård, ligger vid Nya Varvet i Göteborg, och upprättades 1701. Kyrkogården tillhörde tidigare Karlskrona amiralitetsförsamling och överläts först 1932 till Göteborg. Gravrätterna var reserverad för de vid Nya varvet militärt eller civilt anställda och deras familjer.
Bland de minnesmärken som finns på kyrkogården, märks framförallt ett med namnen på de omkomna på ubåten HMS Ulven, som minsprängdes 1943. På kyrkogården finns ett krigsmonument med texten: "I män som omkommit under tjänst å Göteborgs Eskader och Örlogsbas beredskapsåren 1939-1945", med samtliga namn uppräknade. 
På Nya varvets kyrkogård ligger skådespelarna Georg Rydeberg och Peter Rangmar begravda.